# لينا سالومي
لينا سالومي هي ممثلة كوبية، ولدت في 1901 في كوبا.

## وصلات خارجية
- لينا سالومي على موقع IMDb (الإنجليزية)
- لينا سالومي على موقع قاعدة بيانات الفيلم (الإنجليزية)